# 236785 Hilendàrski
236785 Hilendàrski è un asteroide della fascia principale. Scoperto nel 2007, presenta un'orbita caratterizzata da un semiasse maggiore pari a 2,3807310 au e da un'eccentricità di 0,1499164, inclinata di 7,73205° rispetto all'eclittica.
L'asteroide era stato inizialmente battezzato 236785 Hilendarski per poi essere corretto nella denominazione attuale.
L'asteroide è dedicato al santo e storico bulgaro Paisij Hilendarski.